# 橋本尚文
橋本 尚文（はしもと なおふみ、1961年（昭和36年）12月14日 - ）は、日本の外交官。対パレスチナ暫定自治政府日本国政府代表事務所長、駐イラク特命全権大使、沖縄担当特命全権大使等を経て、人権担当担当特命全権大使。

## 経歴・人物
高知県出身。1985年 東京大学法学部第2類（公法コース）卒業。外務省入省。1991年6月 外務省経済協力局開発協力課。1992年7月 外務省経済協力局開発協力課長補佐。外務省経済協力局国別開発協力第二課長や、外務省領事局政策課長、在イスラエル日本国大使館パレスチナ担当大使・対パレスチナ暫定自治政府日本国政府代表事務所長等を経て、2012年 在アメリカ合衆国日本国大使館公使。2013年 在エジプト日本国大使館公使。2015年 外務省中東アフリカ局参事官。同年 外務省中東アフリカ局兼領事局兼総合外交政策局審議官。2018年 外務省大臣官房付。同年7月から駐イラク特命全権大使を務め、バスラ油田への円借款の署名式にあたるなどした。2020年 特命全権大使（沖縄担当）。2022年特命全権大使（人権担当兼国際平和貢献担当）。2024年、依願免職。

## 同期
- 相木俊宏（21年タジキスタン大使）
- 磯俣秋男（24年スリランカ大使・21年アラブ首長国連邦大使）
- 市川とみ子（23年軍縮会議代表部大使）
- 伊藤恭子（23年チリ大使・20年エチオピア大使）
- 稲垣久生（23年トンガ大使）
- 大菅岳史（22年チュニジア大使・19年国連次席大使・18年外務報道官・17年アフリカ部長）
- 大森摂生（22年ボツワナ大使）
- 島田順二（21年メルボルン総領事）
- 清水信介（22年特命全権大使（アフリカ開発会議（TICAD）担当兼アフリカの角地域関連担当、国連安保理改革担当、安保理非常任理事国選挙担当）・18年チュニジア大使）
- 鈴木秀生（24年特命全権大使（広報外交担当兼国際保健担当、メコン協力担当）・20年チェコ大使・19年国際協力局長・17年地球規模課題審議官）
- 鈴木浩（22年インド大使・20年外務審議官・12年内閣総理大臣秘書官）
- 鈴木亮太郎（21年アイスランド大使）
- 滝崎成樹（20年内閣官房副長官補・19年アジア大洋州局長）
- 竹内一之（22年ザンビア大使）
- 垂秀夫（20年中国大使・19年官房長）
- 中前隆博（22年スペイン大使・19年アルゼンチン大使・17年中南米局長）
- 福島秀夫（21年パナマ大使・18年ヒューストン総領事）
- 前田徹（21年ブルネイ大使）
- 三澤康（25年関西担当大使・22年タンザニア大使）
- 水嶋光一（21年イスラエル大使・19年領事局長）
- 水越英明（24年スウェーデン大使・21年スリランカ大使・20年国際情報統括官）
- 武藤顕（23年ロシア大使・22年外務省研修所長）
- 森美樹夫（23年ニューヨーク総領事・21年領事局長）
- 山元毅（23年ペルー大使・19年グアテマラ大使・17年東京都外務長）